# 와타야 리사
와타야 리사(일본어: 綿矢りさ, 1984년 2월 1일 ~ )는 일본의 소설가이다. 본명은 야마다 리사(일본어: 山田梨沙)로, 교토부 교토시 사쿄구에서 태어났다.

## 내력
- 중학교 시절 연극부에서 활동
- 고교 재학 중이던 2001년에 17세로 발표한 소설 〈인스톨〉이 《제38회 문예상(文藝賞)》을 수상했다. 역대 최연소 수상이다.
- 2002년 와세다 대학교 교육학부 국어국문학과에 추천입학.
- 2003년 〈발로 차 주고 싶은 등짝〉(蹴りたい背中)으로 제25회 노마 문예 신인상 후보.
- 2004년 〈발로 차 주고 싶은 등짝〉으로 《제130회 아쿠타가와상》을 수상했다. 역대 최연소 수상이다.
- 2006년 3월 25일에 〈발로 차 주고 싶은 등짝〉으로 2005년도 와세다 대학 오노 아즈사(小野 梓) 기념상 〈예술상〉을 수상하고, 대학을 졸업했다.

## 주요 작품
- 꿈을 주다 (ISBN-10 : 8992731590 | ISBN-13 : 9788992731591)
- 인스톨 (ISBN 89-378-3035-3)
- 발로 차 주고 싶은 등짝 (ISBN 89-90462-42-8)

〈발로 차 주고 싶은 등짝〉은 대한민국에서 발행 3일 만에 초판 3천 부가 모두 팔렸다.

## 저작
| 연도 | 제목                   | 원제                       | 수상 내역                          |
| ---- | ---------------------- | -------------------------- | ---------------------------------- |
| 2001 | 인스톨                 | インストール               | 제38회 문예상 수상                 |
| 2003 | 발로 차 주고 싶은 등짝 | 蹴りたい背中               | 제130회 아쿠타가와 류노스케상 수상 |
| 2007 | 꿈을 주다              | 夢を与える                 |                                    |
| 2010 | 제멋대로 떨고 있어     | 勝手にふるえてろ           |                                    |
| 2011 | 불쌍하구나?            | かわいそうだね？           | 제6회 오에 겐자부로상 수상         |
| 2012 | 엎드려                 | ひらいて                   |                                    |
| 2012 | 생강의 맛은 뜨겁다     | しょうがの味は熱い         |                                    |
| 2013 | 분사                   | 憤死                       |                                    |
| 2013 | 대지의 게임            | 大地のゲーム               |                                    |
| 2015 | 워크인 클로젯          | ウォークイン・クローゼット |                                    |
| 2016 | 손바닥 위의 서울       | 手のひらの京               |                                    |
| 2017 | 나를 막아줘            | 私をくいとめて             |                                    |
| 2017 | 의식의 리본            | 意識のリボン               |                                    |
| 2019 |                        | 生（き）のみ生のまま       |                                    |